# 2-я Кавказская стрелковая дивизия
2-я Кавказская стрелковая дивизия (2-я Ксд) — воинское соединение в РККА Советских Вооружённых Сил с 30 декабря 1922 года Союза Советских Социалистических Республик.

## История
В июне 1922 г. 2-я Кавказская стрелковая дивизия имени тов. Степина сформирована на базе 4-й Кавказской им. Степина стрелковой бригады.
В начале 1931 г. управление 2-й Кавказской стрелковой им. тов. Степина дивизии находилось в г. Баку.
В 1931 г. 2-я Кавказская сд прибыла в Украинский военный округ.
2-я Кавказская стрелковая дивизия им. тов. Степина (смешанная) взаимодействовала с Коростеньским укреплённым районом.
2-я Кавказская Краснознамённая стрелковая дивизия им. Стёпина (смешанная) приказом войскам КВО N 098 от 30 июня 1936 переименована в 60-ю Кавказскую сд им. Степина.

## Боевая деятельность
1922 год. В июне сформирована 2-я Кавказская сд им. Степина.
1931 год. 2-я Кавказская стрелковая им. тов. Степина дивизия.
Состав дивизии:
- Управление дивизии — Баку.
- 5-й Кавказский стрелковый полк — Баку.
- 4-й Кавказский стрелковый полк — Ганджа.
- 6-й Кавказский стрелковый полк — Кусары.
- 2-й Кавказский артиллерийский полк — Баку.

В 1931 году по указанию ЦК ВКП(б) Реввоенсовет СССР усиливал войска Украинского военного округа соединениями из других военных округов. В числе прибывших дивизий была и 2-я Кавказская сд.
1932 год
В начале 30-х годов в войсках округа проходило активное изучение нового вооружения под лозунгом «За овладение техникой!». Красноармейцы изучали правила хранения и эксплуатации техники, боролись умелое её использование на занятиях. В частях велась военно-техническая пропаганда. Большое место на своих страницах пропаганде технических знаний уделяла армейская печать. В 1931 году с 10 апреля окружная газета «Красная Армия» стала выходить со специальным приложением с названием «За технику!». В этой работе принимала участие и многотиражная газета 46-й дивизии.
12 мая 1934 года приказом по войскам УкрВО № 0038 был сформирован 15-й стрелковый корпус с управлением в г. Чернигов, областной центр, (май 1934 — сент. 1939). В состав корпуса вошли 2-я Кавказская Краснознамённая, 7, 46-я сд.
В июне 1934 года столица Украинской Социалистической Советской Республики перенесена в г. Киев. Совет Народных Комиссаров УССР и командование Украинского военного округа переехали в г. Киев.
В 1934 г. была построена большая часть долговременных сооружений Коростеньского Ура. Линия сооружений проходила по рубежу Рудня — Белокоровичи — Осовка — Белка-Зарубинка — ст. Фонтанка.
В 1935 году Социалистическое соревнование всё больше входило в процесс боевой и политической подготовки личного состава. Оно проводилось под лозунгами: «Все коммунисты и комсомольцы — отличные стрелки!», «Ни одного отстающего в огневой подготовке!».
17 мая Украинский военный округ разделён на Киевский военный округ и Харьковский военный округ. Войска КиевВО дислоцировались на территории Винницкой, Киевской, Одесской, Черниговской областей и Молдавской АССР УССР. В состав КиевВО вошёл 15-й ск.
1 июля 1935 года 2-я Кавказская Краснознамённая стрелковая дивизия им. Стёпина (смешанная) 15-го ск (2-я Кавказская сд, 7-я, 46-я сд) дислоцировалась в следующих гарнизонах:,
- Гарнизон г. Овруч: управление дивизии; дивизионные части: 2-й Кавказский артполк и другие; 5-й Кавказский стрелковый полк, 7-й Кавказский стрелковый полк.
- Гарнизон г. Янов: 6-й Кавказский стрелковый Краснознамённый полк.

1 января 1936 года  численность дивизии 4416 человек.
По призыву Политуправления округа в стахановское движение включаются соединения и части округа. Звание стахановца присваивалось подразделениям, частям и соединениям, которые отлично изучили боевую технику, берегли военное имущество, экономили горючие и смазочные материалы.
2-я Кавказская Краснознамённая стрелковая дивизия им. Стёпина (смешанная) в июле переименована в 60-ю Кавказскую сд им. Степина.

## Командование дивизии

### Командиры
- Тодорский, Александр Иванович (хх.07.1922 — хх.05.1923)
- Баранович, Ефим Викентьевич (27.07.1924 — 11.1928)
- Борисенко, Антон Николаевич (1924—1928)[1]
- Казанский, Евгений Сергеевич (12.1928 — 01.1930)
- Львов, Владимир Николаевич 15.11.1931 — 17.05.1936 — (комдив с 26.11.1935)

### Начальники штаба
- Бобров, Борис Иосифович (11.11.1922 — 09.1923)